# Góry Prusinowskie
Góry Prusinowskie – wieś w Polsce położona w województwie łódzkim, w powiecie zduńskowolskim, w gminie Szadek. W jej skład wchodzą dwie części: Góry Prusinowskie i Kolonia Góry Prusinowskie.
W latach 1975–1998 miejscowość administracyjnie należała do województwa sieradzkiego.